# Craugastor escoces
Craugastor escoces là một loài ếch thuộc họ Craugastoridae.
Đây là loài đặc hữu của Costa Rica.
Môi trường sống tự nhiên của chúng là vùng núi ẩm nhiệt đới hoặc cận nhiệt đới và sông ngòi.